# Pareto-hatékonyság
A Pareto-hatékonyság a mikroökonómia, a jóléti közgazdaságtan és a játékelmélet fontos fogalmai közé tartozik. Amikor egy gazdaságban a javaknak a gazdasági szereplők közötti elosztását megváltoztatjuk, Pareto-javítást hajtunk végre, ha legalább egy szereplő jólétét javítjuk (szűken értelmezve: az általa birtokolt jószágmennyiség hasznosságát növeljük) anélkül, hogy bárki más jóléte (hasznossága) csökkenne. Egy elosztás akkor Pareto-hatékony, ha már nem végezhető rajta Pareto-javítás. A Pareto-hatékony elosztást Pareto-optimumnak is nevezzük.
A fogalom Vilfredo Pareto olasz közgazdásztól származik. Az 1950-es években Kenneth Arrow amerikai és Gerard Debreu francia közgazdászok bebizonyították, hogy a versenyzői piac mechanizmusai által létrejött egyensúly bizonyos feltételek megléte esetén Pareto-hatékony (ez a megállapítás a jóléti közgazdaságtan első tételeként ismert), valamint hogy – kevésbé általános feltételek mellett – bármely Pareto-hatékony elosztás létrehozható a versenyzői piac segítségével (ez a jóléti közgazdaságtan második tétele). 

## Kritikák
Az előbbiek alapján is kézenfekvőnek tűnik, hogy egy gazdasági elosztást akkor tartsunk hatékonynak, vagyis jónak, ha az Pareto-hatékony; hiszen ha nem az lenne, végezhetnénk rajta olyan Pareto-javítást, amelynek következtében egy hatékonyabb, jobb elosztást kapnánk eredményül. Ez a felfogás hosszú évtizedekig uralta a közgazdasági gondolkodást, és látványos cáfolatot kapott, amikor Amartya Sen Nobel-díjas indiai közgazdász bizonyította a paretói libertárius lehetetlenségi tételét, amely kimondja, hogy a Pareto-hatékonyság elve ellentmond a pozitív szabadságnak.
Másrészt a Pareto-hatékonyság fogalma nem mond semmit az elosztás igazságosságáról. A legegyszerűbb példa erre, hogy Pareto-optimális az az állapot, ahol minden egy emberé, a többieknek pedig semmijük sincs, ami nyilvánvalóan igazságtalan helyzet.